# The Siren (filme)
The Siren é um filme mudo norte-americano de 1917, do gênero faroeste, dirigido por Roland West e estrelado por Valeska Suratt. É agora considerado um filme perdido.

## Elenco
- Valeska Suratt - Cherry Millard
- Clifford Bruce - Derrick McClade
- Robert Clugston - Burt Hall
- Isabel Rea - Rose Langdon
- Cesare Gravina
- Armand Kalisz - Armand
- Rica Scott - Empregada da Cherry
- Curtis Benton